# La giusta distanza
Pour plus de détails, voir Fiche technique et Distribution.
La giusta distanza est un film italien réalisé par Carlo Mazzacurati, sorti en 2007.

## Fiche technique
- Titre : La giusta distanza
- Réalisation : Carlo Mazzacurati
- Scénario : Carlo Mazzacurati, Doriana Leondeff, Marco Pettenello et Claudio Piersanti
- Photographie : Luca Bigazzi
- Pays d'origine : Italie
- Genre : drame
- Date de sortie : 2007

## Distribution
- Giovanni Capovilla : Giovanni
- Valentina Lodovini : Mara
- Ahmed Hafiane : Hassan
- Giuseppe Battiston : Amos
- Fabrizio Bentivoglio : Bengivenga
- Fadila Belkebla : Jamila
- Ivano Marescotti : Avocat